# Megopis caledonica
Megopis caledonica är en skalbaggsart som beskrevs av Fauvel 1906. Megopis caledonica ingår i släktet Megopis och familjen långhorningar. Inga underarter finns listade i Catalogue of Life.